# Noriaki Fujimoto
Noriaki Fujimoto (藤本 憲明 Fujimoto Noriaki?, Tondabayashi, Osaka, 19 de agosto de 1989) es un futbolista japonés que juega como delantero en el Iwate Grulla Morioka de la Japan Football League.

## Trayectoria

### Clubes
| Club                     | País  | Año       |
| ------------------------ | ----- | --------- |
| SP Kyoto FC              | Japón | 2012-2015 |
| Kagoshima United FC      | Japón | 2016-2017 |
| Oita Trinita             | Japón | 2018-2019 |
| Vissel Kobe              | Japón | 2019-2022 |
| Shimizu S-Pulse (cedido) | Japón | 2021      |
| Kagoshima United FC      | Japón | 2023-2024 |
| Iwate Grulla Morioka     | Japón | 2025-     |

## Palmarés

### Títulos nacionales
| Título             | Club        | País  | Año  |
| ------------------ | ----------- | ----- | ---- |
| Copa del Emperador | Vissel Kobe | Japón | 2019 |
| Supercopa de Japón | Vissel Kobe | Japón | 2020 |